# Cyanea longissima
Cyanea longissima là loài thực vật có hoa trong họ Hoa chuông. Loài này được (Rock) H.St.John mô tả khoa học đầu tiên năm 1978.